# تیم اسکای
تیم اسکای هم اکنون با نام تیم اینئوس یک تیم بریتانیایی در زمینهٔ دوچرخه‌سواری حرفه‌ای است که در تور جهانی دوچرخه‌سواری شرکت می‌کند. این تیم در مرکز دوچرخه‌سواری ملی در منچستر بنیان‌گذاری شده‌است و پایگاه پشتیبانی آن در دنز بلژیک و پایگاه فنی آن در کواراتای ایتالیا است.
هدف اولیهٔ تیم اسکای در سال ۲۰۱۰، ایجاد یک قهرمان تور دو فرانس در ۵ سال بود. مدتی بعد، هدف آن به برنده شدن تور دو فرانس در ۵ سال تغییر کرد. اسکای در مدت سه سال به هدف اولیه خود رسید و بردلی ویگینز برندهٔ تور دو فرانس ۲۰۱۲ گشت. در همان سال، هم‌تیمی او کریس فروم نیز در مکان دوم ایستاد و در سال ۲۰۱۳، برندهٔ تور شد. فروم در سال‌های ۲۰۱۵ و ۲۰۱۶ ۲۰۱۷ و ۲۰۱۸ نیز به قهرمانی تور دو فرانس رسید.

## تاریخچه

### شکل‌گیری
ایجاد تیم در ۲۶ فوریهٔ ۲۰۰۹ اعلام شد و حامی مالی اصلی آن اسکای بود. شرکت به دنبال ورزشی بود که در آن بتواند تأثیر مثبت و گسترده‌ای در زمان حمایت داشته باشد. نخستین همکاری دوچرخه‌سواری بریتانیا و اسکای در سال ۲۰۰۸ بود که ۱ میلیون پوند حمایت مالی در تیم دوچرخه‌سواری پیست اسکای انجام شد و نتیجهٔ آن نتایج درخشان دوچرخه‌سواران بریتانیایی در المپیک تابستانی پکن بود. مذاکرات برای تأسیس یک تیم دوچرخه‌سواری جاده که در مسابقات مهم دوچرخه‌سواری شرکت کند، انجام شد و اسکای موافقت کرد که بودجهٔ تیم را با هدف یک رکابزن بریتانیایی برندهٔ تور دو فرانس در ۵ سال تأمین کند.
قصد اصلی تیم این بود که یک ترکیب ۲۵ نفره با هسته‌ای از رکابزنان بریتانیایی بسازد و استعدادهای جوان را پرورش دهد. شش رکابزن اولی که تأیید شدند، بریتانیایی بودند. در سپتامبر ۲۰۰۹ ده رکابزن دیگر به تیم پیوستند. تا پیش از آغاز فصل ۲۰۱۰ رکابزنان دیگری نیز از تیم‌های دیگر به اسکای افزوده شدند؛ از جمله بردلی ویگینز از گارمین-اسلیپستریم به اسکای ملحق شد.

### فصل ۲۰۱۰
تیم در نخستین مسابقهٔ خود در آدلاید در ژانویهٔ ۲۰۱۰ یک پیروزی به دست آورد و سپس نخستین تور حرفه‌ای خود را در تور داون آندر تجربه کرد. سهمیه‌ای برای شرکت در تور دو فرانس به تیم اسکای داده‌شد و به دو گرندتور دیگر نیز دعوت شد.
در ۹ مه، ویگینز برندهٔ پرولوگ جیرو دیتالیا شد و نخستین پیراهن رهبری را برای تیم به دست آورد. در تور دو فرانس، گرینت توماس در مرحلهٔ سوم، دوم شد و پیراهن برترین رکابزن جوان را به دست آورد. هرچند که در پایان تور، بهترین نتیجهٔ انفرادی تیم، رتبهٔ هفدهم توسط توماس لوفکویست بود. تیم اسکای مجموعاً در نخستین فصل، ۲۲ پیروزی به دست آورد.

### فصل ۲۰۱۱
تیم اسکای سال ۲۰۱۱ را با پیروزی در دو مرحله از تور داون آندر توسط بن سویفت و کسب مقام سومی تیمی مجموع آغاز کرد. در فوریه، ادوالد بواسون هاگن در تور عمان در رده‌بندی کلی دوم شد و نیز برندهٔ رده‌بندی امتیازی شد. نخستین پیروزی تیم در مجموع یک تور، در پایان ماه مه توسط گرینت توماس در مسابقهٔ بایرن-روندفارت به دست آمد. در ماه ژوئن ویگینز برندهٔ کریتریوم دوفینه شد.
در تور دو فرانس همان سال، بواسون هاگن نخستین پیروزی مرحله‌ای تیم را در مرحلهٔ ششم به دست آورد. پس از کناره‌گیری ویگینز (رهبر تیم) در مرحلهٔ هفتم به دلیل شکستگی ناشی از تصادف، استراتژی تیم به کسب پیروزی‌های مرحله‌ای تغییر کرد. در مرحلهٔ هفدهم، بواسون هاگن به پیروزی رسید. در پایان تور، بهترین رتبهٔ تیم در رده‌بندی کلی توسط ریگوبرتو اوران به دست آمد که بیست و چهارم شد.
در ووئلتا نیز فروم و ویگینز به مقام‌های دوم و سوم رده‌بندی کلی رسیدند. در ۱۱ اکتبر الحاق مارک کاوندیش به تیم اسکای اعلام شد.

### فصل ۲۰۱۲
در سال ۲۰۱۲، بواسون هاگن برندهٔ رده‌بندی امتیازی تور داون آندر در ماه ژانویه شد. سپس در فوریه، ریچی پورته و بواسون هاگن برندهٔ رده‌بندی کلی و رده‌بندی امتیازی وولتا آلگاروه شدند. ویگینز نیز برندهٔ رده‌بندی کلی پاریس-نیس در مارس و تور روماندی در آوریل شد.
با قهرمانی ویگینز و دوم شدن فروم، تیم اسکای رده‌بندی کلی تور دو فرانس را در سلطهٔ خود گرفت. هم‌چنین کاوندیش در سه مرحله به پیروزی رسید.

### فصل ۲۰۱۳
در سال ۲۰۱۳، پس از پیروزی‌هایی در چند تور، بردلی ویگینز هدف خود را پیروزی در جیرو دیتالیا و حمایت از فروم در تور دو فرانس قرار داد. در جیرو، ویگینز در مرحلهٔ هشتم تصادف کرد و کنار کشید. فروم نیز به دلیل عفونت ریه در مرحلهٔ سیزدهم انصراف داد.
در تور دو فرانس، فروم در آخرین سربالایی مرحلهٔ هشتم حمله کرد و به پیروزی رسید. او در مراحل ۱۵ و ۱۷ نیز پیروز شد و در نهایت، عنوان قهرمانی تور دو فرانس را برای نخستین بار به دست آورد. در رده‌بندی کوهستان نیز با فاصلهٔ کمی از نایرو کینتانا از تیم موویستار شکست خورد.
پس از تور دو فرانس، داوید لوپز در تور انکو[80] و واسیل کیریینکا در ووئلتا اسپانیا پیروزی‌های مرحله‌ای به دست آوردند. تیم اسکای نخستین پیروزی خانگی خود را در تور بریتانیا به دست آورد و بردلی ویگینز برندهٔ رده‌بندی کلی شد. هم‌چنین ویگینز در مسابقات جهانی تایم تریل انفرادی پس از تونی مارتین در مکان دوم ایستاد.

### فصل ۲۰۱۴
در اوایل فصل ۲۰۱۴، اسکای چند پیروزی به دست آورد؛ ولی در ادامهٔ فصل، مصدومیت‌ها و بیماری‌ها گریبانگیر تیم شد. گرینت توماس به دلیل تصادف از تور پاریس-نیس کنار کشید و ریچی پورته به دلیل بیماری در جیرو دیتالیا شرکت نکرد. در کریتریوم دوفینه، فروم تصادف کرد و در رده‌بندی کلی در پایان تور، در میان ده نفر برتر حضور نداشت.
در ماه ژوئیه فروم برای دفاع از قهرمانی خود وارد تور دو فرانس شد، ولی پس از دو تصادف در مرحلهٔ چهارم، از ادامهٔ تور انصراف داد. ریچی پورته رهبر تیم شد، ولی در مراحل کوهستانی پیرنه و آلپ زمان زیادی از دست داد. بهترین رتبهٔ تیم در رده‌بندی کلی نهایی تور، در اختیار میکل نیوه بود که در مکان هجدهم قرار گرفت.
فروم پس از کنار کشیدن از تور دو فرانس در ووئلتا اسپانیا شرکت کرد و در رده‌بندی نهایی پس از آلبرتو کونتادور در مکان دوم قرار گرفت.

### فصل ۲۰۱۵
در سال ۲۰۱۵، رهبر تیم در جیرو دیتالیا ریچی پورته بود. الیا ویویانی نخستین پیروزی مرحله‌ای تیم پس از ووئلتای ۲۰۱۳ را در مرحلهٔ دوم به دست آورد و پیراهن صورتی را به تن کرد. پورته در مرحلهٔ دهم به دلیل پذیرفتن دخالت بیرونی، دو دقیقه جریمه شد و به رتبهٔ دوازدهم سقوط کرد. او پس از از دست دادن زمان بیشتر در مرحله‌های بعدی، از ادامهٔ جیرو انصراف داد.
در تور دو فرانس ۲۰۱۵، تیم اسکای بهترین نمایش خود را ارائه کرد. فروم در مراحل اول پیشتازی رده‌بندی اصلی را به دست آورد. پس از حملهٔ فروم در پایان مرحلهٔ ۱۰، فاصلهٔ او با سایر رکابزنان افزایش یافت. ریچی پورته اعلام کرد که در پایان فصل از تیم جدا می‌شود و به تیم بی‌ام‌سی می‌پیوندد. در ماه سپتامبر، واسیل کیریینکا در مسابقات جهانی تایم تریل به قهرمانی دست یافت.

### فصل ۲۰۱۶
در سال ۲۰۱۶، میکل نیوه پیراهن کوهستان جیرو دیتالیا را به دست آورد. سپس در تور دو فرانس، فروم پس از حمله در سرپایینی مرحلهٔ هشتم و کسب پیراهن طلایی، این پیراهن را تا پایان مسابقات به تن کرد و قهرمان شد.

## حامیان مالی
بر پایهٔ تحقیقات انجام شده، تیم اسکای بیشترین ارزش رسانه‌ای را نسبت به هر تیم دوچرخه‌سواری دیگری به حامیان خود می‌دهد. ارزش تبلیغاتی تیم حدود ۵۵۰ میلیون دلار است.
علاوه بر اسکای، شرکت‌های فاکس قرن ۲۱ و اسکای ایتالیا حامیان تیم هستند.